# Eleccions a les Corts Valencianes de 1995
Les Eleccions a les Corts Valencianes de 1995 se celebraren el maig. En un cens de 3.131.187 votants, els votants foren 2.380.610 (76,0%) i 750.577 abstencions (24,0%). El Partit Popular va vèncer per majoria relativa i governà en coalició amb Unió Valenciana. El popular Eduardo Zaplana fou investit president de la Generalitat Valenciana.
Els candidats a president de la Generalitat Valenciana varen ser:
- pel Partit Popular, Eduardo Zaplana.
- pel Partit Socialista Obrer Espanyol, Joan Lerma.
- per Esquerra Unida del País Valencià-Els Verds, Albert Taberner.
- per Unió Valenciana-Independents-Centristes, Vicent González Lizondo
- per Unitat del Poble Valencià-Bloc Nacionalista, Pere Mayor.

## Resultats
| Total País Valencià |                                                         |                                                         |                                                         |                                                         |               |              |            |           |             |
| Cens                | Cens                                                    | Cens                                                    | Cens                                                    | Participació                                            | Participació  | Participació | Abstenció  | Abstenció | Abstenció   |
| Cens                | Cens                                                    | Cens                                                    | Cens                                                    | Vots                                                    | Vots          | Percentatge  | Vots       | Vots      | Percentatge |
| 3.131.191           | 3.131.191                                               | 3.131.191                                               | 3.131.191                                               | 2.380.614                                               | 2.380.614     | 76,03%       | 750.577    | 750.577   | 23,97%      |
| Vots totals         |                                                         |                                                         |                                                         |                                                         |               |              |            |           |             |
| Vàlids              | Vàlids                                                  | Vàlids                                                  | Vàlids                                                  | Vàlids                                                  | Vàlids        | Vàlids       | Nuls       | Nuls      | Nuls        |
| 2.367.400           | 2.367.400                                               | 2.367.400                                               | 2.367.400                                               | 99,45%                                                  | 99,45%        | 99,45%       | Nuls       | Nuls      | Nuls        |
|                     | Vots a candidatures                                     | Vots a candidatures                                     | Percentatge                                             | Vots en blanc                                           | Vots en blanc | Percentatge  | Nuls       | Nuls      | Nuls        |
|                     | 2.342.536                                               | 2.342.536                                               | 98,95%                                                  | 24.864                                                  | 24.864        | 1,05%        | 13.214     | 13.214    | 0,55%       |
| Candidatures        |                                                         |                                                         |                                                         |                                                         |               |              |            |           |             |
| Candidatura         | Candidatura                                             | Candidatura                                             | Candidatura                                             | Candidatura                                             | Vots          | %            | Diferència | Diputats  | Diferència  |
|                     | Partido Popular (PP)                                    | Partido Popular (PP)                                    | Partido Popular (PP)                                    | Partido Popular (PP)                                    | 1.013.859     | 43,28%       | +15,17%    | 42        | +11         |
|                     | Partido Socialista Obrero Español (PSOE)                | Partido Socialista Obrero Español (PSOE)                | Partido Socialista Obrero Español (PSOE)                | Partido Socialista Obrero Español (PSOE)                | 804.463       | 34,34%       | -8,95%     | 32        | -13         |
|                     | Esquerra Unida del País Valencià-Els Verds (EUPV-EVPV)  | Esquerra Unida del País Valencià-Els Verds (EUPV-EVPV)  | Esquerra Unida del País Valencià-Els Verds (EUPV-EVPV)  | Esquerra Unida del País Valencià-Els Verds (EUPV-EVPV)  | 273.030       | 11,66%       | +2,27%     | 10        | +4          |
|                     | Unión Valenciana-Independents-Centristes (UV-FICVA-CCV) | Unión Valenciana-Independents-Centristes (UV-FICVA-CCV) | Unión Valenciana-Independents-Centristes (UV-FICVA-CCV) | Unión Valenciana-Independents-Centristes (UV-FICVA-CCV) | 165.956       | 7,08%        | -2,16%     | 5         | -2          |
|                     | Unitat del Poble Valencià-Bloc Nacionalista (UPV-BN)    | Unitat del Poble Valencià-Bloc Nacionalista (UPV-BN)    | Unitat del Poble Valencià-Bloc Nacionalista (UPV-BN)    | Unitat del Poble Valencià-Bloc Nacionalista (UPV-BN)    | 64.253        | 2,74%        | -0,97%     | 0         | =           |
|                     | Centro Democrático y Social (CDS)                       | Centro Democrático y Social (CDS)                       | Centro Democrático y Social (CDS)                       | Centro Democrático y Social (CDS)                       | 5.480         | 0,26%        | -3,62%     | 0         | =           |
|                     | Partido Comunista de los Pueblos de España (PCPE)       | Partido Comunista de los Pueblos de España (PCPE)       | Partido Comunista de los Pueblos de España (PCPE)       | Partido Comunista de los Pueblos de España (PCPE)       | 3.772         | 0,16%        | +0,02%     | 0         | =           |
|                     | Alicante Unida (AU)                                     | Alicante Unida (AU)                                     | Alicante Unida (AU)                                     | Alicante Unida (AU)                                     | 2.894         | 0,12%        | +0,12%     | 0         | =           |
|                     | Partido Republicano Autonomista (PRA)                   | Partido Republicano Autonomista (PRA)                   | Partido Republicano Autonomista (PRA)                   | Partido Republicano Autonomista (PRA)                   | 2.232         | 0,3%         | +0,3%      | 0         | =           |
|                     | Esquerra Nacionalista Valenciana (ENV)                  | Esquerra Nacionalista Valenciana (ENV)                  | Esquerra Nacionalista Valenciana (ENV)                  | Esquerra Nacionalista Valenciana (ENV)                  | 1.861         | 0,18%        | -0,03%     | 0         | =           |
|                     | Falange Española de las JONS (FE-JONS)                  | Falange Española de las JONS (FE-JONS)                  | Falange Española de las JONS (FE-JONS)                  | Falange Española de las JONS (FE-JONS)                  | 1.762         | 0,08%        | +0,08%     | 0         | =           |
|                     | Federación Plataforma de Independientes de España (PIE) | Federación Plataforma de Independientes de España (PIE) | Federación Plataforma de Independientes de España (PIE) | Federación Plataforma de Independientes de España (PIE) | 1.659         | 0,07%        | +0,07%     | 0         | =           |
|                     | Plataforma Humanista (PH)                               | Plataforma Humanista (PH)                               | Plataforma Humanista (PH)                               | Plataforma Humanista (PH)                               | 773           | 0,03%        | +0,03%     | 0         | =           |
|                     | Liga Autónoma Española (LAE)                            | Liga Autónoma Española (LAE)                            | Liga Autónoma Española (LAE)                            | Liga Autónoma Española (LAE)                            | 542           | 0,02%        | +0,02%     | 0         | =           |

## Diputats electes
| PP | PSPV-PSOE | EUPV-EV | UV |
| Alacant 1. Luis Fernando Cartagena Travesedo 2. Diego Such Pérez 3. José Joaquín Ripoll Serrano 4. José Cholbi Diego 5. Genoveva Reig Ribelles 6. Rafael Maluenda Verdú 7. Macarena de los Dolores Montesinos de Miguel 8. Manuel Ortuño Cerdá-Cerdá 9. Carlos Rafael Alcalde Agesta 10. Juan Antonio Rodríguez Marín 11. Luis Concepción Moscardó 12. Pedro Hernández Mateo 13. María Josefa García Herrero 14. Sebastián Fernández Miralles 15. Clara Abellán García Castelló 1. Carlos Fabra Carreras 2. Fernando Vicente Castelló Boronat 3. Enrique Gómez Guarner 4. Alejandro Font de Mora Turón 5. María Ascensión Figueres Gorriz 6. Luis Tena Ronchera 7. Francisco Moliner Colomer 8. José Luis Ramírez Sorribes 9. Antonio Fornás Tuzón 10. Ángel Miguel Barrachina Ros 11. Manuel Ramírez Valentín València 1. Eduardo Zaplana Hernández-Soro 2. Rita Barberá Nolla 3. José Luis Olivas Martínez 4. Carlos González Cepeda 5. Pedro Agramunt Font de Mora 6. Martín Quirós Palau 7. José Sanmartín Esplugues 8. Susana Camarero Benítez 9. Serafín Castellano Gómez 10. Jorge Lamparero Lázaro 11. Fenando Giner Giner 12. Luisa García Merita 13. José Manuel Uncio Lacasa 14. Rafael Sanchis Perales 15. José Vicente Villaescusa Blanca 16. José Manuel Botella Crespo | Alacant 1. Antonio García Miralles 2. Martín Sevilla Jiménez 3. Luis Francisco Berenguer Fuster 4. Concepción Pérez Morales 5. Manuel Rodríguez Maciá 6. Antonio Moreno Carrasco 7. María Moreno Ruiz 8. Roberto García Blanes 9. Alfonso Arenas Ferriz 10. Francisca Benabent Fuentes 11. Ramón Berenguer Prieto 12. Hermenegildo Rodríguez Pérez Castelló 1. Francisco Javier Sanahuja Sanchis 2. Ernest Fenollosa Ten 3. Rosa María Morte Julián 4. Jesús Huguet Pascual 5. María del Carmen Lorenz Sos 6. Enrique Manuel Ayet Fortuño 7. Ernest Nabàs Orenga 8. Avel·lí Roca Albert València 1. Joan Lerma Blasco 2. Clementina Ródenas Villena 3. Eugenio Burriel de Orueta 4. Carmen Begoña Gómez-Marco Pérez 5. Segundo Bru Parra 6. Antonio Castro Leache 7. Juli Millet España 8. Lourdes Alonso Belza 9. Víctor Fuentes Prósper 10. Eduardo Montesinos Chilet 11. Vicent Miquel Garcés i Ramón 12. María Antonia de Armengol Criado | Alacant 1. Pasqual Mollá Martínez 2. Alfredo Alfonso Botella Vicent 3. María Ángeles Martínez Esplá Castelló 1. Francesc Colomer Sánchez 2. Carmen Cana Moñita València 1. Albert Taberner Ferrer 2. Glòria Marcos i Martí 3. Juan Pedro Zamora Suárez 4. Joan Ribó Canut 5. Dolors Pérez i Martí | Alacant - Castelló 1. José Manuel Igual Nebot València 1. Vicente González Lizondo 2. Héctor Villalba Chirivella 3. Maria Àngels Ramón-Llin Martínez 4. Filiberto Crespo Samper |